# Hammelmann GmbH
Die Hammelmann GmbH mit Stammsitz in Oelde, Westfalen, ist Hersteller von Hochdruckpumpen, Prozesspumpen, Pumpenaggregaten und diverser Wasserstrahltechnologien für die Industrie, unter anderem zum Wasserstrahlschneiden, Sanieren von Beton, Reinigen von Tanks und Flächen, Entschichten von Schiffen, uvm. Die Firma besitzt Tochtergesellschaften in den USA, in China, Australien, Spanien, Frankreich, der Schweiz und der Türkei sowie über 40 Vertretungen weltweit. Das deutsche Unternehmen gehört zur Interpump Group aus Italien.

## Geschichte

### Von 1949 bis 1960
1949 gründete Paul Hammelmann das Unternehmen. Es wurde am 1. März 1949 in das Handelsregister eingetragen. Zunächst fertigte es Fahrradteile an, es folgten Lohnarbeiten für den Elektromaschinenbau.
1952 kam die erste Eigenproduktion, eine Mus-Mühle zur Zerkleinerung von Futter, danach die Produktion von „Ruck-Zuck“-Bauaufzügen.
1955 wurde die erste 3-Plunger-Pumpe gebaut, entwickelt speziell für Reinigungsarbeiten in der Papierindustrie. Der nächste Schritt war die Automatisierung der Sieb-, Filz- und Saugwalzenreinigung durch oszillierende Hochdruckspritzrohre. Ein bei Rohrreinigungsarbeiten feststeckender Hochdruckschlauch führte zur Konstruktion einer automatisch von Zug auf Schub umstellbaren Rohrreinigungsdüse.
1958 wurde das erste Patent für ein Gerät zur automatischen Tankreinigung in der Molkerei-Industrie angemeldet. In der Folge erhielt das Unternehmen zahlreiche Patente für Hochdruckpumpen und -reinigungssysteme.

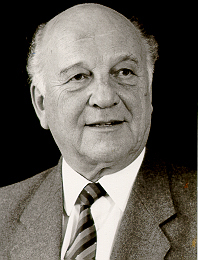
Firmengründer Paul Hammelmann

### Von 1960 bis 1980

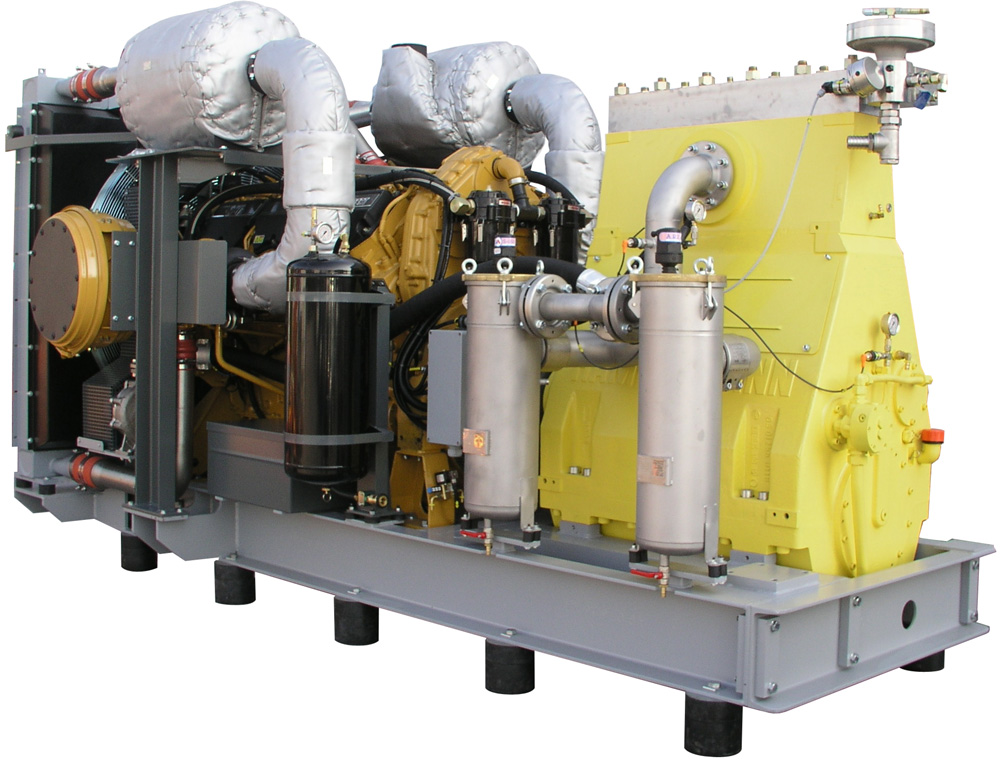
Hochdruckpumpen-Aggrega

1969 wurden in der Wilton-Werft in Rotterdam zum ersten Mal Schiffe mit einem halbautomatischen Gerät gereinigt, dem Hammelmann Dockmaster-System.

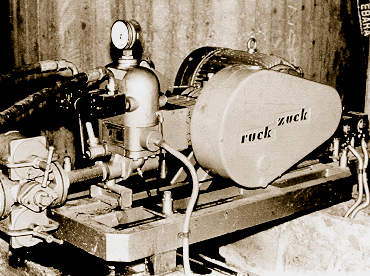
Erste Hochdruckpumpe, 60 bar, 60 l/min

1974 wurde die Berührungslose Plungerabdichtung eingeführt. Mit Hilfe des metallischen Abdichtsystems wurden erstmals Drücke von 1000 bar mit hohen Standzeiten erzielt.
1978 entstanden Hochdruckpumpen in vertikale Anordnung, im folgenden Jahr wurde der Bau von Prozesspumpen zum Fördern von chemischen Flüssigkeiten gegen hohe Drücke begonnen.

### Von 1980 bis 2000
1982 kamen Hochdruckpumpen für Betonabtragungsroboter zur Brückensanierung sowie Flächenreiniger zum Entlacken von Metallflächen ersetzen chemische und Sandstrahlverfahren hinzu. Die erste Hochdruckpumpe mit einem Druck von 2000 bar zum Betrieb eines Druckbehälters folgte 1984.
Seit 1988 baute Hammelmann mobile Hochdruck-Aggregate mit Schallschutz.
1991 erhielt Hammelmann einen Umweltpreis für wirtschaftliche Öko-Konzepte für ein System zum staubfreien Reinigen, Entrosten und Entlacken von Schiffswänden mit einer Reduzierung des Sondermülls um über 90 Prozent.
1992 entwickelte Hammelmann Flächenreinigungsgeräte mit Direktabsaugung; ein ES1-Computer steuert mittels Mikrokontroller die komplette Hochdruckanlage zur Reduzierung des Wasser- und Dieselverbrauches.
1993 entwickelte Hammelmann gasdichte Teleskopsysteme zur vollautomatischen Innenreinigung von Autoklaven, 1995 Pumpen und Zubehör für Entgrattechnik speziell für die Automobil-Industrie und 1999 Tankwaschgeräte Typ für Durchflussmengen bis zu 500 l/min bei 1500 bar.

### Von 2000 bis 2020
2001 wurde die ergonomische Spritzpistole in Verbindung mit Transpondertechnik mit dem Deutschen Arbeitsschutzpreis in der Kategorie „innovative Konzepte“ ausgezeichnet.
2002 erfand Hammelmann die Faltenbalgabdichtung zwischen Flüssigkeitsteil und Kurbeltrieb zur hermetischen Abdichtung des Kurbeltriebes, außerdem wurden Höchstdruckpumpen bis 4000 bar für Schneidanlagen entwickelt.
2003 war die Markteinführung einer Hochdruckpumpe mit Fördermengen bis 1760 l/min., Betriebsdrücken bis zu 3000 bar und Antriebsleistung von 750 kW.
Weitere Entwicklungen waren 2005 Reinigungsdüsen mit von Hand verstellbarer Drehzahl und ein neues Handgriffsystem für Hochdruckspritzpistolen, das die Abzugskräfte um über 80 % reduziert, 2007 ein Gerät zur Entlackung von Schiffsböden und 2008 ein Wasserwerkzeug speziell zum Reinigen, Entlacken von Handläufen und Geländern, 2010 Hochdruckpumpen in ZeroEmission®-Ausführung zum Fördern umweltgefährdender, explosiver und toxischer Flüssigkeiten und 2011 ein Telematiksystem zum Orten der Hammelmann Anlagen per GPS und zum permanenten Datenzugriff auf die Betriebsparameter per GPRS, unabhängig vom Standort der Anlage sowie die Einführung der 7 Kolbenpumpe für 1100 kW.

### Ab 2020
Am 11. Februar 2021 wurde in Deutschland der Deutsche Industrie-Reinigungs-Verband (DIRV) gegründet, mit dem Ziel, industrielle Reinigungsarbeiten noch sicherer zu machen, Qualifizierungsangebote zu entwickeln und die Automatisierung bzw. Mechanisierung soweit voranzutreiben, dass die Facharbeiter nicht mehr in der sog. „Line-of-fire“ stehen. Die Firma Hammelmann gehört mit weiteren deutschen Unternehmen zu den Gründungsmitgliedern.

## Hochdrucktechnik in der Industrie

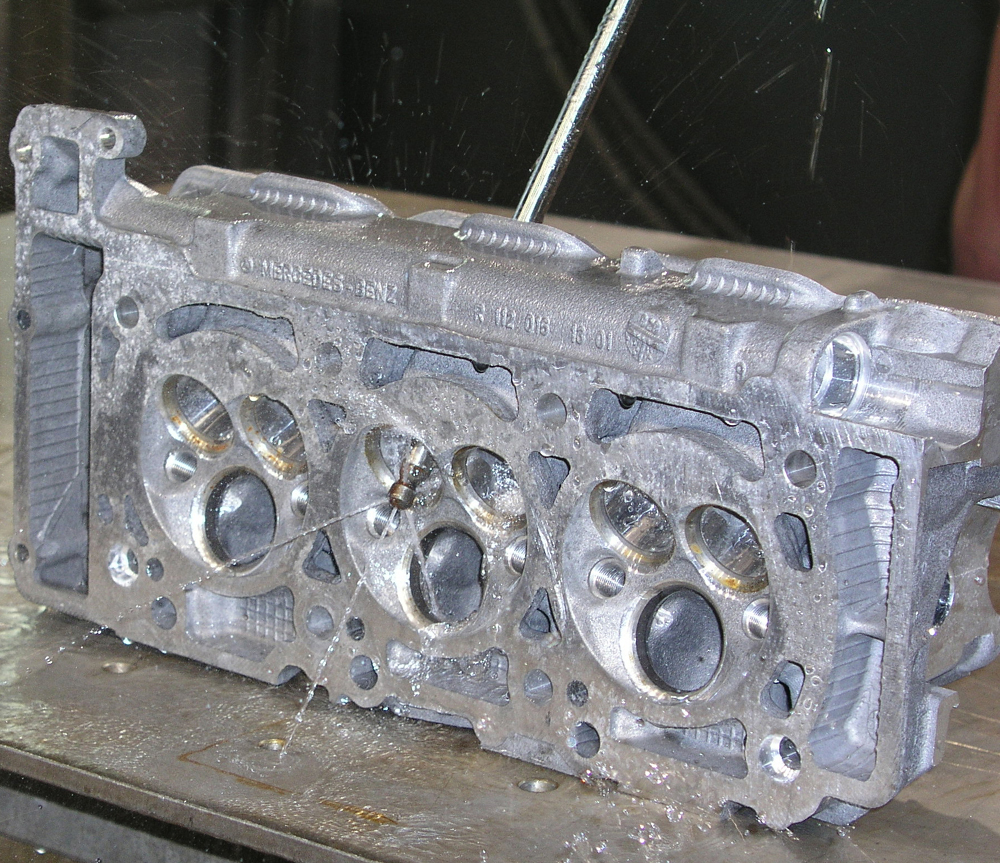
Entgraten von Motorblöcken
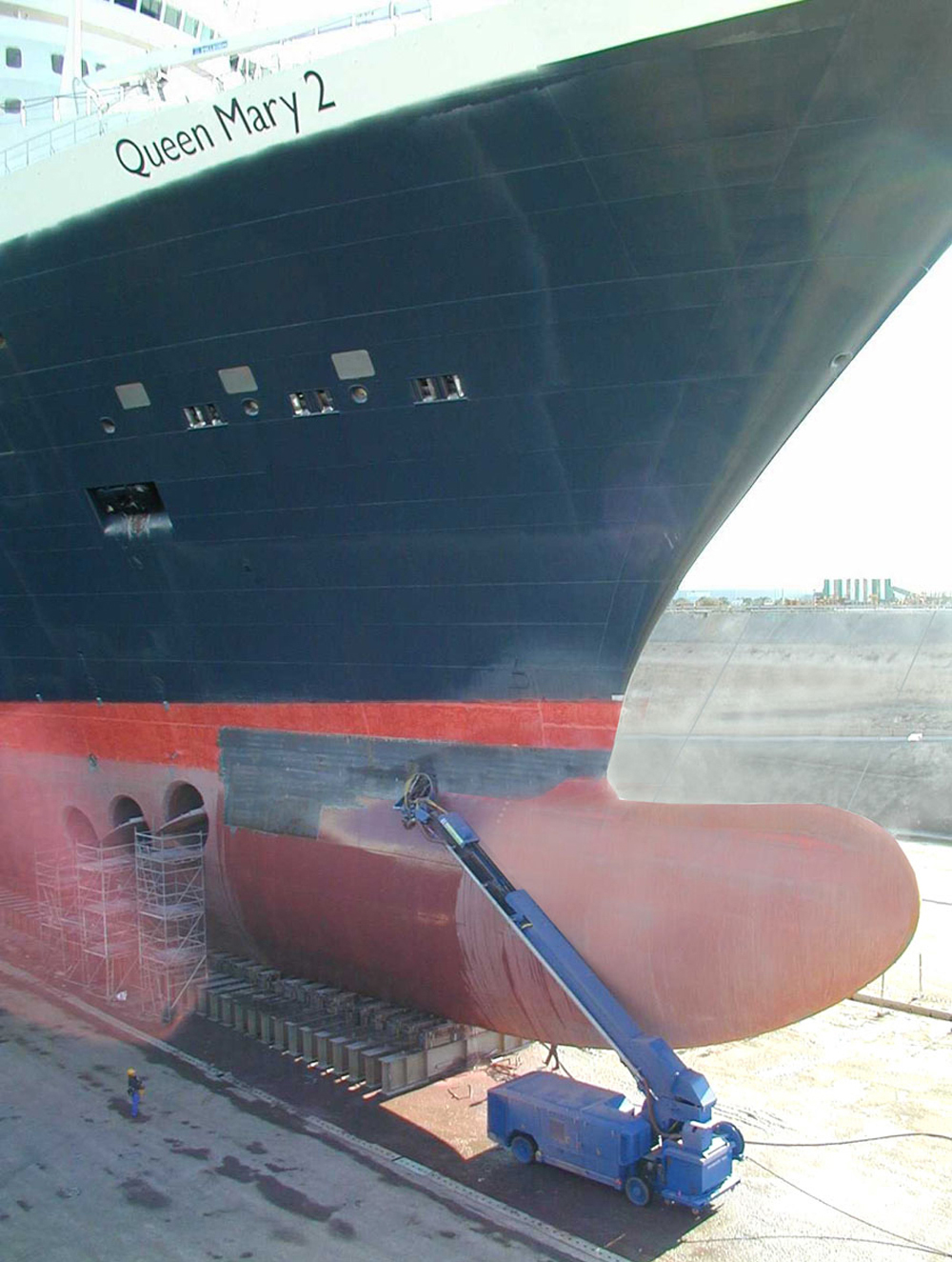
Entlacken von Schiffen
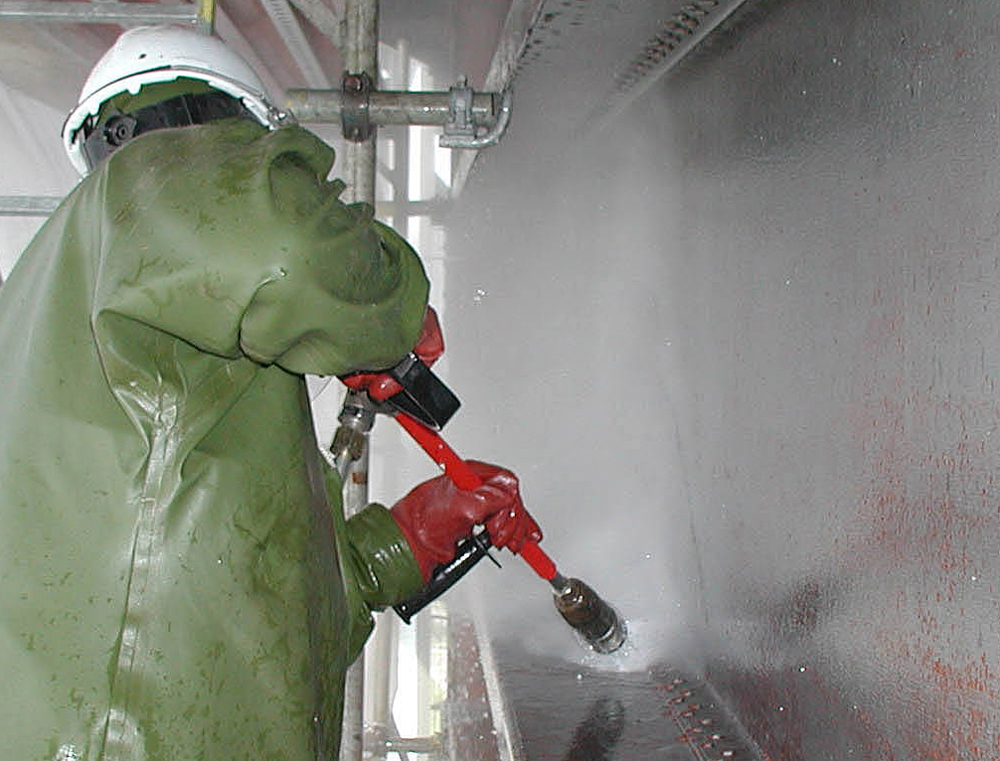
Industriereinigung
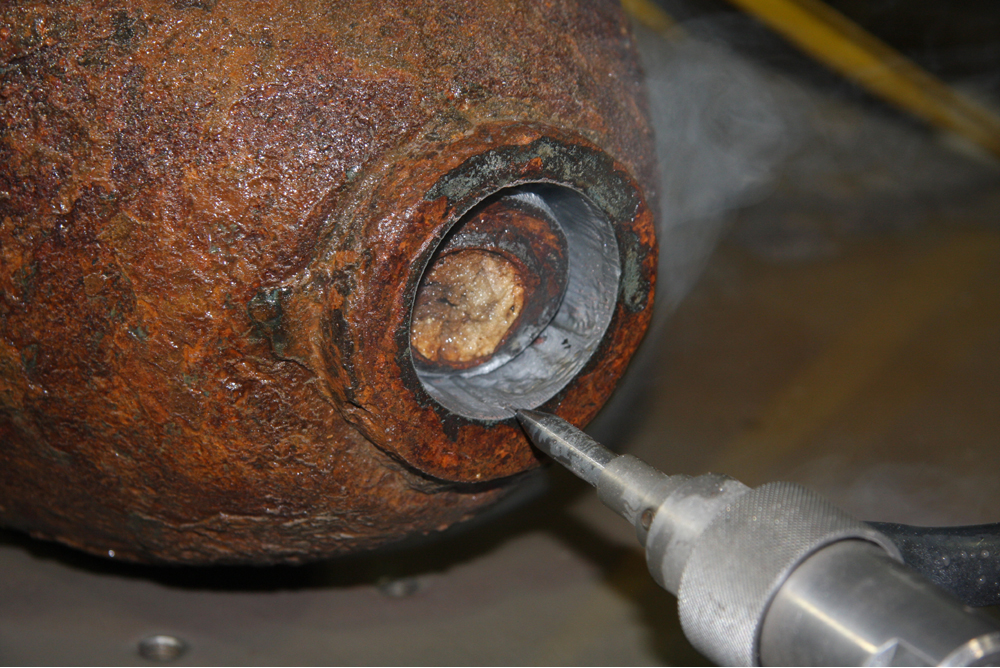
Entschärfen von Bomben mittels Wasser-Abrasiv-Schneiden

Hochdrucksysteme werden in nahezu allen Industriezweigen eingesetzt. Hier einige Beispiele:

Entgraten von Motorblöcken; Entfernen besonders harter und/oder dickschichtiger Ablagerungen aus Produktionsanlagen; Entlacken von Metallflächen; Betoninstandsetzung, Freilegen von Armierungseisen; Innenreinigung von Autoklaven, Behältern, Rohren, Wärmetauschern; Kanalreinigung; Hydraulischer Strebausbau; Wasserstrahlschneiden; Zunderwäscher; Sprühtrocknung bei der Herstellung von Kaffeepulver und Waschmittel; Wasservernadelung von Vliesstoffen; Speisewasserpumpen; Herstellung von modifiziertem Polyethylen; Sekundärförderung von Erdöl; Injektion von Methanol als Frostschutzmittel in die Förderleitungen bei der Offshoregewinnung von Öl und Gas; Hochdruckextraktion in der Lebensmittelindustrie